# Rostraria pumila
Rostraria pumila är en gräsart som först beskrevs av René Louiche Desfontaines, och fick sitt nu gällande namn av Nikolai Nikolaievich Tzvelev. Rostraria pumila ingår i släktet borstäxingar, och familjen gräs. Inga underarter finns listade i Catalogue of Life.